# Eustacomyia breviseta
Eustacomyia breviseta är en tvåvingeart som beskrevs av Malloch 1927. Eustacomyia breviseta ingår i släktet Eustacomyia och familjen parasitflugor. Inga underarter finns listade i Catalogue of Life.